# 彩友美
彩友美（あゆみ、1985年9月26日 - ）は、日本の女性ファッションモデル。TENCARAT Plume所属。身長168cm。愛知県名古屋市出身。

## 略歴・人物
14歳の頃からモデルの仕事を始め、2002年より雑誌「Ray」のモデルとして5年間活躍。その後、既にRayの専属モデルとして人気を集め始めた香里奈と同じテンカラットに所属するようになる。
2006年6月1日、結婚。2児の母である。
姉が1人いる。

## 出演

### CM
- 花王 エッシェンシャル
- PSP SONY
- 松坂屋イメージキャラクター
- J:COMJ-COM Broadband
- NTTドコモ九州、NTTドコモ東北ガーデン篇

### グラフィック
- 松坂屋
- ジョイフル恵利
- Kelly
- ami
- SPY GilRLS
- NTT DoCoMo関西

### 雑誌
- Ray 専属
- GINGER
- 美しいキモノ
- MEN'S CLUB
- Gainer
- SAKURA